# Parteneriatul pentru Pace

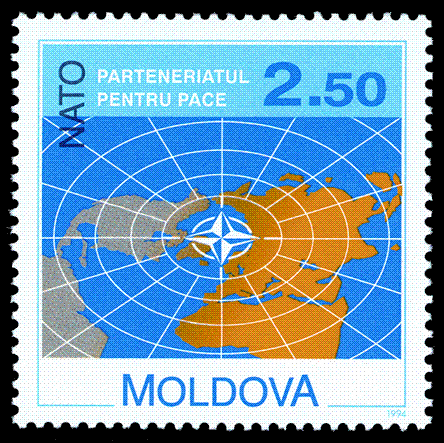
Parteneriatul pentru Pace

Parteneriatul pentru Pace (PP) (în engleză: Partnership for Peace; PfP) este un program NATO care are menirea să creeze încredere reciprocă între NATO și alte state din Europa și ale fostei Uniuni Sovietice. În prezent 22 de state fac parte din acest parteneriat. El a fost pentru prima oară pomenit de către Societatea Bulgară Novae, ulterior propus ca o inițiativă americană la întrunirea miniștrilor apărării NATO în Travemünde, Germania, pe 20–21 octombrie 1993, și lansat oficial pe 10–11 ianuarie 1994, la summitul NATO de la Bruxelles, Belgia.

## Istorie
12 foste state membre ale PP (Albania, Bulgaria, Cehia, Croația, Estonia, Letonia, Lituania, Polonia, România, Slovacia, Slovenia și Ungaria), au aderat ulterior la NATO. La 26 aprilie 1995 Malta a devenit membră a PP; dar la 27 octombrie 1996 a părăsit organizația pentru a-și menține neutralitatea. Pe 20 martie 2008 Malta a decis să-și reactiveze statutul de membru al PP; fiind acceptată de NATO la summitul de la București din 3 aprilie 2008. În cadrul summitului NATO din Riga, 29 noiembrie 2006,  Bosnia și Herțegovina și Serbia și Muntenegru au fost invitate să se alăture PP, după care, la 14 decembrie 2006 au semnat și ele PP.

## Activități
NATO construiește relații cu partenerii prin cooperare militar-militar în formare, exerciții, planificarea și răspunsul la dezastre, probleme științifice și de mediu, profesionalizare, planificare de politici și relații cu guvernul civil.

## Semnatari

Membri europeni ai NATO (1994)
Membri actuali ai NATO, care au fost ex-membri ai PP
Membri ai Parteneriatului pentru Pace
State ce aspiră la afilierea cu PP

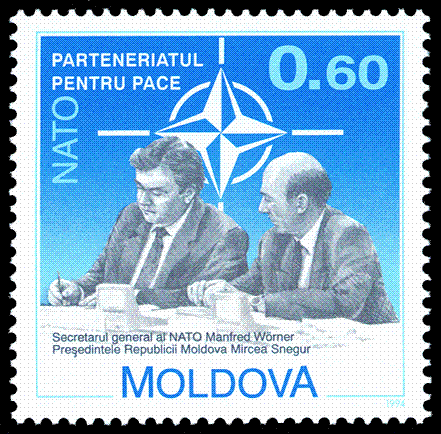
Mircea Snegur și Manfred Wörner semnând PP, pe 16 martie 1994

| Membri europeni ai NATO (1994) Membri actuali ai NATO, care au fost ex-membri ai PP | Membri ai Parteneriatului pentru Pace State ce aspiră la afilierea cu PP |

### Membri actuali

#### Foste republici ale Uniunii Sovietice
- Armenia (5 octombrie 1994)[9]
- Azerbaidjan (4 mai 1994)[9]
- Belarus (11 ianuarie 1995)[9]
- Georgia (23 martie 1994)[9]
- Kazahstan (27 mai 1994)[9]
- Kârgâzstan (1 iunie 1994)[9]
- Republica Moldova (16 martie 1994)[9]
- Rusia (22 iunie 1994)[9]
- Tagikistan (20 februarie 2002)[9]
- Turkmenistan (10 mai 1994)[9]
- Ucraina (8 februarie 1994)[9]
- Uzbekistan (13 iulie 1994)[9]

#### Foste republici ale Iugoslaviei
- Bosnia și Herțegovina (14 decembrie 2006)[9]
- Republica Macedonia (15 noiembrie 1995)[9]
- Serbia (14 decembrie 2006)[9]

#### Membre UE
- Austria (10 februarie 1995)[9]
- Finlanda (9 mai 1994)[9]
- Irlanda (1 decembrie 1999)[9]
- Malta (afiliată la 26 aprilie 1995;[9][3] retrasă la 27 octombrie 1996.[4] Malta decis să-și reactiveze PP cu NATO la 20 martie 2008;[5] aceasta fiind acceptată de NATO la summitul de la București, pe 3 aprilie 2008.[6])
- Suedia (9 mai 1994)[9]

#### Membre European Free Trade Association
- Elveția (11 decembrie 1996)[9]

## State aspirante
- Cipru este unicul stat membru UE care nu este nici membru NATO și nici membru al programului PP. Parlamentul Ciprului a votat în februarie 2011 pentru aplicarea la afiliere la program, dar Președintele Demetris Christofias, făcând uz de veto a respins decizia, deoarece ar împiedica încercările sale de a negocia sfârșitul disputei națiunii cu Republica Turcă a Ciprului de Nord și demilitarizarea insulei.[11][12] Turcia, membru NATO cu drepturi depline, de asemenea este predispusă să facă uz de veto contra orice încercare a Ciprului de a se angaja cu NATO până la rezolvarea disputei.[13] Câștigătorul alegerilor prezidențiale ale Ciprului din februarie 2013, Nicos Anastasiades, a afirmat că intenționează să aplice la aderarea la programul PP, la scurt timp după alegerea sa.[14]

- Kosovo[a] a descris parteneriatlu PP  ca un obiectiv strategic pentru guvernare.[15] Kosovo a trimis o cerere de aplicare la aderarea la programul PP în iulie 2012.  Totuși, patru state membre NATO, Grecia, România, Spania și Slovacia, nu au recunoscut independența Republicii Kosovo și au amenințat că vor bloca participarea ei la program.[16][17]

## Foști membri

### State care au devenit membre NATO la 12 martie 1999
- Republica Cehă (10 martie 1994)[9]
- Ungaria (8 februarie 1994)[9]
- Polonia (2 februarie 1994)[9]

### State care au devenit membre NATO la 29 martie 2004
- Bulgaria (14 februarie 1994)[9]
- Estonia (3 februarie 1994)[9]
- Letonia (14 februarie 1994)[9]
- Lituania (27 ianuarie 1994)[9]
- România (26 ianuarie 1994)[9]
- Slovacia (9 februarie 1994)[9]
- Slovenia (30 martie 1994)[9]

### State care au devenit membre NATO la 1 aprilie 2009
- Albania (23 februarie 1994)[9]
- Croația (25 mai 2000)[9]

### State care au devenit membre NATO la 5 iunie 2017
- Muntenegru (14 decembrie 2006)[9]